# Fernanda Melchor
Fernanda Melchor Pinto, née le 3 juin 1982 à Boca del Río dans l'État de Veracruz au Mexique, est une écrivaine et journaliste mexicaine.

## Biographie
Fernanda Melchor est diplômée en journalisme à l'université de Veracruz.
Elle publie des nouvelles et des romans ainsi que des textes de non-fiction dans des revues telles que La Palabre et l'Homme, Punto de Lectura, Excélsior, Replicante, Reverso, Génération, Revue de littérature mexicaine contemporaine et Milenio semanal.
Fernanda Melchor commence sa carrière en tant qu'écrivaine en 2013 avec la publication d'Aquí no es Miami. Son deuxième roman Temporada de Huracanes (La Saison des ouragans, traduit en français par Laura Alcoba en 2019) est présenté par la critique comme l'un des meilleurs romans du Mexique en 2017,,. Le roman débute par la découverte du cadavre d'une femme dénommée la Sorcière. Il aborde ensuite le climat de peur et de terreur qui règne à Veracruz : viol, prostitution, pédophilie, violences sexuelles, drogue et meurtres.
En 2015, Fernanda Melchor fait partie d'une anthologie éditée par Conaculta recensant les meilleurs auteurs mexicains de moins de 40 ans.

## Publications
- Mi Veracruz, 2008
- Aquí no es Miami, 2013 traduit en français sous le titre Ici, c'est pas Miami, Grasset, 2025
- Falsa liebre, 2013
- Temporada de Huracanes, 2017 traduit en français sous le titre La Saison des ouragans, Grasset, 2019
- Páradais, 2021 traduit en français sous le titre Paradaïze, Grasset, 2022  (ISBN 9782246827719)

## Prix et distinctions
- First Essay Contest on Lynching, par la Commission nationale des droits de l'Homme du Mexique (CNDH), 2002
- Literary Virtuality Casa de Letras, par l'université nationale autonome du Mexique, 2007
- State Journalism Award, par la Journalism Foundation Rubén Pabello Acosta, 2009
- Pen Club Prize for Journalistic and Literary Excellence, 2018
- Prix Anna-Seghers, 2019